# Cordero de Dios
Cordero de Dios je argentinský hraný film z roku 2020, který režíroval Iván Noel podle vlastního scénáře.

## Děj
Jsou 60. léta 20. století. Na argentinském venkově několik kněžích vede chlapecký sirotčinec se školou. Sirotčinec přežívá jen díky milodarům obyvatel v okolí. Jednoho dne se objeví otec Martín, který se zajímá o sirotka Franze. Franz nemá otce a jeho matka je nezvěstná. Otec Martín mu oznámí, že našel jeho matku, ale ta právě zemřela. Svěří se mu, že je jeho starší bratr a odvede ho ze sirotčince. Jednou pozdě večer oba opustí tajně sirotčinec. Druhý den dorazí policie a biskup. Otec Martín není kněz, ale je podezřelý z vraždy Franzovy matky.

## Obsazení
| Santiago Acevedo       | bratr Julio     |
| Tino Leunda            | otec Gregorio   |
| Matias Benedetti       | bratr Francisco |
| Emanuel Renzini        | otec Emanuel    |
| Manuel Luka Figueiro   | Franz           |
| Jorge Booth            | inspektor       |
| Ricardo Pinelle        | biskup          |
| Carlos Herrera Allende | kněz            |
| Iván Noel              | otec Martin     |